# Lynne Yelich
Lynne Yelich, hrv. Jelić (rođ. Zdunich, 24. ožujka 1953.) kanadska je konzervativna političarka hrvatskoga podrijetla koja je od 2000. do 2015. zastupala izborni distrikt Blackstrap u federalnom parlamentu te obnašala nekoliko dužnosti u kabinetu premijera Stephena Harpera. 

## Životopis
Rođena je u Saskattonu u provinciji Saskatchewan kao Lynne Zdunich, u obitelji hrvatskoga podrijetla. Podrijetlom je iz Lovinca. Odrasla je u Kenastonu, koji uključuje izborni okrug Blackstrap, gdje je godine 2000. prvi put izabrana u kanadski Dom komuna. Ponovno je izabrana na izborima 2004., 2006., 2008. i 2011. godine.
Njezinu parlamentarnu karijeru ukinula je izborna reforma, odnosno stvaranje novoga izbornog distrukta Saskatoon—Grasswood. Godine 2015. je na preliminarnim izborima za konzervativnoga parlamentarnoga kandidata izgubila od mjesnoga športskog komentatora Kevina Waugha.
Majka je dviju kćeri, Elaine i Ivane. 